# Кокорина (Гацко)
Кокорина (серб. Кокорина / Kokorina) — село в общине Гацко Республики Сербской Боснии и Герцеговины. Население составляет 17 человек по переписи 2013 года.